# Carlos Beltrán Álvarez
Carlos Beltrán Álvarez (Madrid, 1979) es un matemático español.

## Biografía
Es Profesor Titular en la Universidad de Cantabria. Su área de investigación es la fundamentación matemática de la computación, en especial el análisis numérico y la estabilidad de algoritmos. Una parte notable de su trabajo ha estado dedicada al Problema 17 de Smale, que resolvió parcialmente al encontrar, junto con Luis M. Pardo, un algoritmo probabilista con complejidad polinómica.
Ha recibido el Premio José Luis Rubio de Francia de la Real Sociedad Matemática Española (2010) y el Premio Stephen Smale de la Sociedad Foundations of Computational Mathematics (2014).